# Piazza delle Vettovaglie
La Piazza delle Vettovaglie est une place du centre historique de Pise, située entre la via Borgo Stretto et la piazza Sant'Omobono.
Construite entre 1544 et 1545 à la demande de Cosme Ier de Médicis, elle est l'une des plus connues de la ville et, malgré avoir subi de nombreuses rénovations au cours des siècles, elle n'a jamais changé sa fonction d'origine. Comme son nom l'indique, en effet, la place a toujours été utilisée pour le commerce, d'abord limité au blé, d'où dérive le nom de piazza del Grano, puis élargi à des produits de toutes sortes qui, depuis 1771, lui ont fait changer de nom en piazza delle Vettovaglie (place des Victuailles). Enfin, de 1900 à aujourd'hui, c'est le siège du marché ambulant de fruits et légumes.

## Histoire
Entre la fin du XVe et le début du XVIe siècle, les Médicis lancent un projet de réaménagement urbain de la ville.
En 1493, les Prieurs de Florence autorisèrent l'Opera del Duomo à abandonner l'ancienne Piazza del Grano (située près de l'actuelle Piazza Dante, où se trouve actuellement le Palazzo della Sapienza), et à lancer une campagne d'acquisitions dans le quartier de la Piazza de Porci pour construire l'actuelle piazza delle Vettovaglie.
L'importance du site choisi était sa proximité à la fois avec le centre-ville et le fleuve Arno. À partir de 1494, l'Opera del Duomo acheta certaines des maisons de la région, parmi lesquelles se trouvaient également celles avec des cloîtres et des tours appartenant à la famille Erizzi, et le projet architectural fut confié à Giovanni di Mariano, un architecte pisan. Cependant, faute de fonds, le début des travaux a été reporté et ce n'est que sous le gouvernement de Cosme Ier (en fonction de 1537 à 1574) que le projet a été achevé par Duccio et Matteo da Ponte a Signa et Stagio Stagi .
Les travaux sur la place ont repris le 18 mai 1544, obligeant à démolir de nombreuses maisons, des magasins et l'église de San Bartolomeo degli Erizzi. En octobre 1545, la colonnade du rez-de-chaussée est achevée. Les travaux de la place sont terminés en 1553.
En 1771, sous le gouvernement de Pierre Leopold de Lorraine, la place prend le nom de Piazza delle Vettovaglie qu'elle conserve encore aujourd'hui ,.

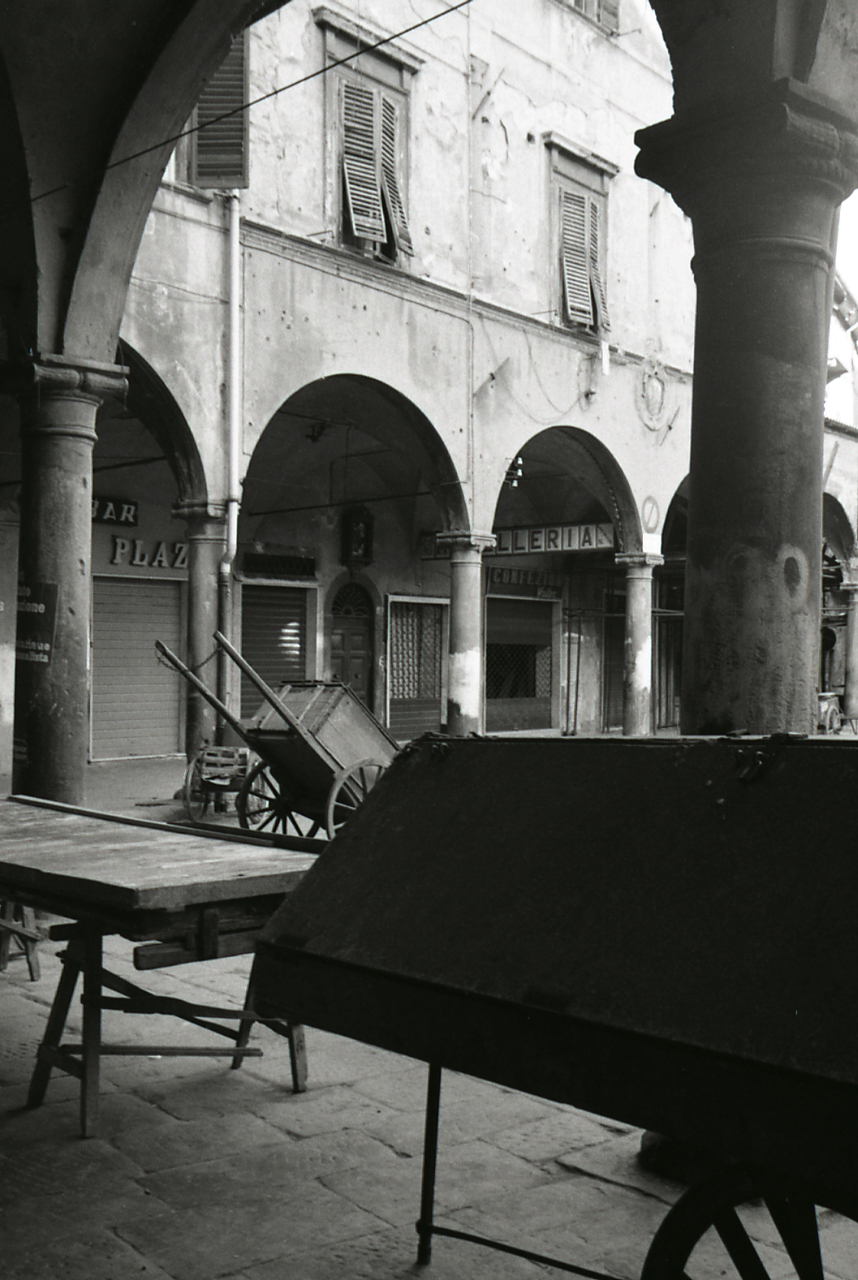
Piazza delle Vettovaglie dans les années 70, photographiée par Paolo Monti

C'est au cours du XIXe siècle que les modifications les plus substantielles sont apportées, avec la privatisation de la galerie du premier étage et sa fermeture.
Les bombardements de la Seconde Guerre mondiale, en revanche, ont considérablement endommagé la place, dans laquelle une partie de la loggia et quelques portions de bâtiments ont été détruites.
Aujourd'hui encore, la Piazza delle Vettovaglie conserve sa fonction de centre de commerce, en effet de nombreux magasins d'alimentation s'ouvrent sous les arcades. Pendant la journée, il y a des étals de marchés de rue pour les vêtements, les fruits et les légumes, tandis que le soir, la place se transforme en centre de la vie nocturne, avec de nombreux clubs fréquentés principalement par les nombreux étudiants de la ville. Les aspects négatifs de ce surpeuplement nocturne et de cette dégradation ont conduit l'administration municipale, ces dernières années, à lancer un projet de réaménagement de la place, avec un nouveau revêtement de sol et l'installation de caméras de sécurité ,.